# Remiro de Goñi
Remiro de Goñi y Peralta Gurpide (Peralta, 1481-Muniáin de la Solana, 13 de agosto de 1554) fue un clérigo, canonista y consejero real de los últimos reyes de Navarra.

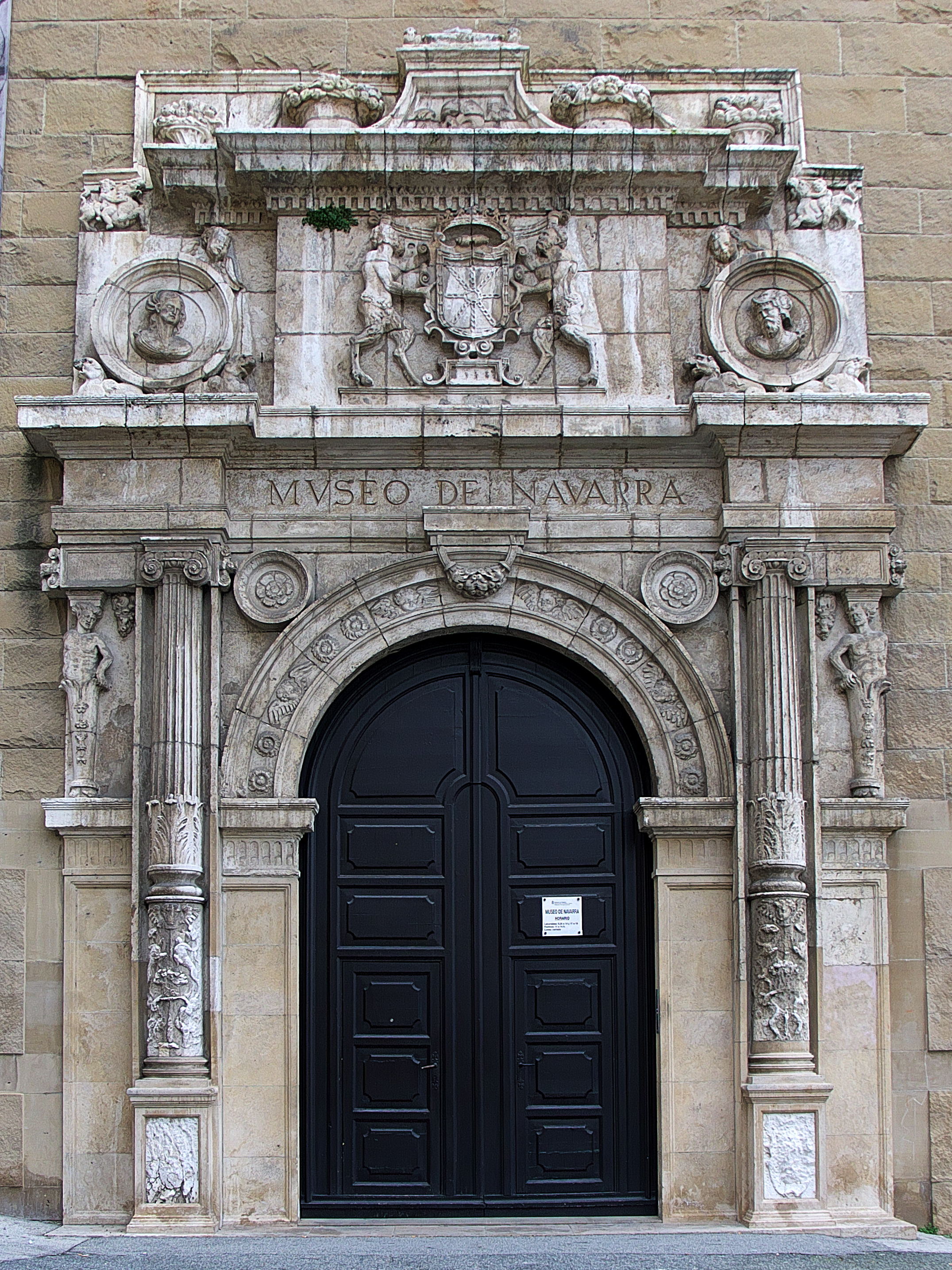
Antigua portada renacentista del Hospital de Nuestra Señora de la Misericordia (1556). Obra del guipuzcoano Juan de Villarreal, también conocido como Juan de Altuna, (1517-1584), con la colaboración del cantero Martín de Azcárate.

## Biografía
Era el sexto hijo del matrimonio formado por Martín de Goñi y Peralta Garro y María de Gúrpide. Ambos, señores de Liberri y Tirapu, y tuvieron nueve hijos. Su padre fue montero real con Francisco Febo y alcaide mayor de Tafalla y de Dicastillo. Como vínculos familiares relevantes, una sobrina segunda, Isabel de Goñi Peralta, se casó en 1527 con Miguel de Jaso y Azpilicueta, hermano de San Francisco Javier. Dentro del conflicto civil navarro que desde mediados del siglo XV había dividido el reino en dos facciones, agramonteses y beamonteses, la familia de Remiro estaba alineada en el bando agramontés.
Remiro obtuvo el grado de bachiller en Derecho civil y canónico en la Universidad de Cahors en 1502. Al año siguiente (1503) figuraba como beneficiado de Salinas de Oro y dos años después (1505) igualmente de Peralta; en estos lugares su familia tenía palacio. 
En 1509 es nombrado miembro de su Consejo Real de Navarra y ordinario de la casa de la reina Catalina I de Navarra. A finales de 1509 se doctoró en Derechos civil y canónico por la Universidad de Toulouse. Poco después, en 1510 figura como arcediano de la Tabla (tesorero) del Cabildo de la Catedral de Pamplona y se le confieren las cuatro órdenes menores y el subdiácono.

### Conquista del reino e incorporación a Castilla
Conquistado del reino en 1512, aún se mantuvo como miembro del Consejo Real y, además, durante el gobierno de la sede vacante de la diocésis de Pamplona ejercido por el cardenal Amaneo de Labrit, hermano menor del rey consorte navarro, Juan III de Albret, entre 1510-1520, ejerció como vicario del mismo desde 1518. Fallecido el cardenal en 1520, el Cabildo, que trataba sin éxito de recuperar su antiguo derecho a elegir obispo, en su mayoría lo eligió futuro obispo de Pamplona frente al candidato Juan de Beaumont. El virrey de Navarra, el duque de Nájera rechazó la oferta y vetó la elección.

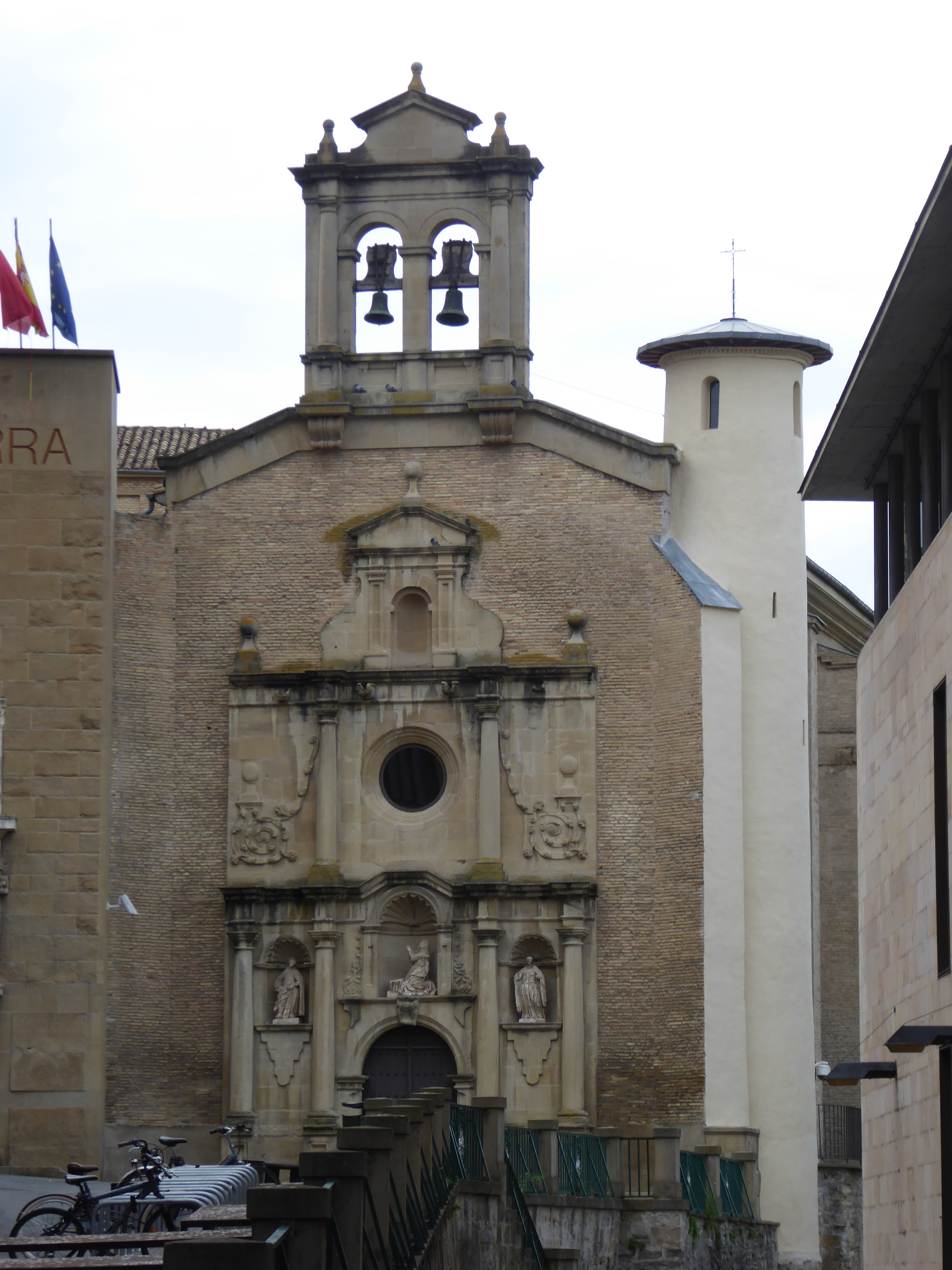
Capilla del antiguo Hospital de Nuestra Señora de la Misericordia ahora convertido en Museo de Navarra

Con la entrada de las tropas francesas en Navarra, de la mano de los partidarios de Enrique II de Navarra, hijo de Catalina I y Juan III, Remiro de Goñi profesó su lealtad a los dos monarcas expulsados y, tras la derrota en la batalla de Noáin (30 de junio de 1521), tuvo que huir al Bearne. De los tres perdones concedidos por Carlos I de España a los agramonteses (1522, 1523 y 1524) a Remiro de Goñi le llegaría el segundo, previo juramento de obediencia al emperador. Tras ello, pudo recuperar su canonjía y la tesorería, aunque no la vicaría.
Se tiene noticia sobre su presencia en 1526 en la corte imperial toledana, llamado por Alonso de Fonseca y Ulloa, arzobispo de Toledo, para intervenir en una serie de despachos muy importantes y favorables para la catedral de Pamplona. En 1528 de forma unánime es elegido para desempeñar el arcedianato de la Tabla, «la dignidad más rica del cabildo catedralicio de Pamplona, pues le consideraban “varón de gran consejo, sacerdote manso y justo, benigno y piadoso, amante del culto divino, celador de la religión, limosnero, de buena vida y laudable fama”.» 
En 1530 cambia el arcedianato de la Tabla por el de Usún que detentaba Juan Rena, clérigo veneciano que fue nombrado luego obispo de Pamplona. En 1538 fue nombrado administrador de las rentas del obispado vacante y en 1540 vicario general, visitador y juez apostólico. A lo largo de su vida mostró dotes de organizador. Consta su preocupación por la dignificación del culto divino en la catedral y por la moral de los canónigos, para lo cual confeccionó un estatuto que tendría eco durante toda la centuria.

### Hospital de Nuestra Señora de la Misericordia
De entre su legado cabe destacar la fundación en 1525 del Hospital General de Nuestra Señora de la Misericordia de Pamplona,  con el objetivo de unificar los pequeños hospitales medievales. 
El Hospital General fue designado como su heredero universal y a sus expensas se edificaron el pabellón para las mujeres, la iglesia con sus tres capillas, coro, campanario, retablos, rejas y diversos ornamentos. Fue enterrado en la capilla en 1554 con el compromiso de rezar un responso por su alma en la misa semanal oficiada por el capellán. El edificio del Hospital, una vez rehabilitado en 1956, es la sede del Museo de Navarra.
Del resto de su legado destaca la tapicería de Santa Bárbara formada por cinco piezas, donada a la catedral, y su biblioteca, que guardaba en veintitrés arcas, y dejó al cabildo catedralicio.

## Obras
En estas obras su autoría figura como "Remigio de Goñi". Dejó sin publicar glosas a textos legales y seis cuadernos de “consejos”. Sus contemporáneos lo estimaron como sabio y eminente canonista. 
- De inmunitate ecclesiarum. Toulouse, Guyon Boudeville, 1549; un tratado sobre el derecho de asilo en las iglesias que en Navarra también existía, con «idéntico alcance jurídico» en los palacios.[11]
- De charitativo subsidio tractatus doctus iuxta ac elegans. Lyon, Thibaud Payen, 1550. Un tratado donde explica el tributo de subsidio que podían imponer los obispos y en el que se ocupó también detenidamente de la obligación de clérigos e iglesias de contribuir al subsidio caritativo pedido por un príncipe secular.[12]